# Schefflera kurzii
Schefflera kurzii är en araliaväxtart som beskrevs av David Gamman Frodin. Schefflera kurzii ingår i släktet Schefflera och familjen araliaväxter.
Artens utbredningsområde är Burma. Inga underarter finns listade.